# توجیه (فیلم ۱۳۶۰)
توجیه فیلمی ایرانی به کارگردانی منوچهر حقانی پرست و نویسندگی محسن مخملباف محصول سال ۱۳۶۰ است.
فیلم توجیه در اولین دوره جشنواره فیلم فجر تهران شرکت داشت.

## خلاصهٔ داستان
در دوران حکومت پهلوی، نیکسون قصد سفر به ایران را دارد و یک گروه نیز قصد دارند بمبی را به‌نشانهٔ مخالفت با آمدن نیسکون در یک اداره منفجر کنند. اما یک عضو مسلمانِ گروه با این حرکت مخالفت می‌کند. در ادامهٔ ماجرا، ساواک همهٔ گروه را دستگیر می‌کند، اما جوان مسلمان برای جلوگیری از آسیب دیدن مردم در جریان انفجار بمب خود، مأمورین ساواک و گروه را از میان می‌برد.